# Karl-Heinz Körbel
Karl-Heinz "Charly" Körbel (Dossenheim, 1 december 1954) is een Duits gewezen voetbalspeler en voetbaltrainer. Hij is de speler met de meeste wedstrijden in de Duitse Bundesliga.

## Carrière

### Spelerscarrière
Körbel speelde vanaf 1962 tien jaar lang in de jeugd van amateurclub FC Dossenheim. Van 1972 tot 1991 speelde hij bij Eintracht Frankfurt. Hij houdt momenteel het record als speler met de meeste wedstrijden in de Bundesliga (602 wedstrijden). Hij kwam tot 6 interlands voor het West-Duits voetbalelftal.

### Trainerscarrière
In 1991 tot 1994 startte Körbel zijn trainerscarrière als assistent en jeugdtrainer bij Eintracht Frankfurt. In april 1994 was hij een korte periode interim-trainer van de Duitse club. Van 1995 tot 1996 werd hij aangesteld als vaste hoofdtrainer. Hierna was hij nog als eindverantwoordelijke actief bij VfB Lübeck en FSV Zwickau. Sinds 2010 leidt hij de voetbalschool van Eintracht Frankfurt en heeft hij een eigen sportwinkel in zijn geboortestad Dossenheim. Hij was van 1 januari 2016 tot 1 april 2019 vice-voorzitter bij SC Hessen Dreieich.

## Erelijst

### Club
Eintracht Frankfurt
- DFB-Pokal: 1973/74, 1974/75, 1980/81, 1987/88
- UEFA Cup: 1979/80